# Gibor Sport House
La Gibor Sport House est un gratte-ciel de bureaux construit à Ramat Gan dans l'agglomération de Tel Aviv en Israël en 2000 dans le quartier du travail et du commerce des diamants.
La hauteur du toit est de 114 mètres et la hauteur de l'antenne atteint 128 m .
La façade est recouverte de granite, d'aluminium et de verre.
L'architecte est l'agence israélienne AMAV A. Niv - A. Schwartz Architects, le même architecte que la City Gate Ramat Gan, l'un des plus hauts gratte-ciel d'Israël. Les deux immeubles ont une certaine ressemblance avec une forme carrée reliée à une forme cylindrique et une couronne au sommet.